# Kalvsjön (Gällaryds socken, Småland)
Kalvsjön är en sjö i Värnamo kommun i Småland och ingår i Lagans huvudavrinningsområde. Sjön är 10,2 meter djup, har en yta på 0,512 kvadratkilometer och är belägen 181 meter över havet.

## Delavrinningsområde
Kalvsjön ingår i det delavrinningsområde (634012-141077) som SMHI kallar för Inloppet i Lyen. Avrinningsområdets medelhöjd är 196 meter över havet och ytan är 21,22 kvadratkilometer. Räknas de 60 delavrinningsområdena uppströms in blir den ackumulerade arean 921,25 kvadratkilometer. Skålån (Storån) som avvattnar avrinningsområdet har biflödesordning 2, vilket innebär att vattnet flödar genom totalt 2 vattendrag innan det når havet efter 181 kilometer. Delavrinningsområdet består mestadels av skog (77 procent). Avrinningsområdet har 0,52 kvadratkilometer vattenytor vilket ger det en sjöprocent på 2,4 procent.

### Webbkällor
- SMHI: Sjöar, vattendrag och avrinningsområden